# Miguel Gómez Martinez
Miguel Angel Gómez Martinez (født 17. september 1949 i Granada, Spanien, død 4. august 2024) var en spansk dirigent og komponist.
Martinez studerede direktion og komposition på det Kongelige Musikkonservatorium Victoria Eugenia i Granada. Han studerede også på det Kongelige Musikkonservatorium i Madrid. Tog en doktorgrad i direktion i Wien, hvor han også blev dirigent for Operahusets Orkester og Kor. Som komponist skrev han to symfonier, orkesterværker, opera, koncertmusik etc.
Han dirigerede orkestre som Hamborg Radio Symfoniorkester og Valencia Symfoniorkester etc.

## Udvalgte værker
- Symfoni nr. 1 "Opdagelsens Symfoni" (1992) - for orkester
- Symfoni nr. 2 "Vandsymfonien" (2006) - for orkester
- Burlesca suite (1972) - for orkester
- Klaverkoncert (2012-2013) - for klaver og orkester